# Palpomyia armigera
Palpomyia armigera är en tvåvingeart som beskrevs av Meillon och Downes 1986. Palpomyia armigera ingår i släktet Palpomyia och familjen svidknott. Inga underarter finns listade i Catalogue of Life.